# Wibault 7
Die Wibault 7 (auch Wibault Wib 7) war ein einmotoriges Hochdecker-Jagdflugzeug in Ganzmetallbauweise des französischen Herstellers Société des Avions Michel Wibault aus den 1920er Jahren.

## Geschichte
Mit der Wibault 7C.1 nahm das Unternehmen 1923 an der Ausschreibung C1 für ein einsitziges Jagdflugzeug (Avion monoplace de chasse) der staatlichen französischen Koordinierungsstelle für Entwicklungen im Bereich der Luftfahrt (Service de l'Aéronautique, STAé) teil. Insgesamt bewarben sich sechs Hersteller mit zwölf Flugzeugen.
Wie auch beim vorhergehenden Entwurf Wibault 3 setzte man auf das von Wibault patentierte Leichtmetallbauverfahren. Bei der von M. Martinet konstruierten Maschine wurden als Antrieb ein 480 PS leistender Gnôme-Rhône 9Ad Jupiter Sternmotor und als Bewaffnung zwei 7,7 mm Vickers-Maschinengewehre eingesetzt. Der Erstflug fand 1924 statt. Im darauf folgenden Jahr entstand der leicht modifizierte zweite Prototyp, der im August 1925 eine Erprobung in Villacoublay durchlief. Die Veränderungen gegenüber dem ersten Prototyp bestanden in einem veränderten Fahrwerk, verstärkten Tragflächenabstrebungen, einem umkonstruierten Seitenleitwerk und einem 420 PS leistenden Gnôme-Rhône 9Ac Triebwerk. Darüber hinaus ersetzte man die bisher glatte Dural-Außenhaut des Rumpfs durch gewelltes Blech. Außerdem kamen zu den bisherigen zwei MGs im Rumpf nun zwei zusätzliche 7,7-mm-Darne-Maschinengewehre in den Tragflächen.
Zwar erreichte beim Vergleichsfliegen in Villacoublay die Wib 7 eine Höchstgeschwindigkeit 234 km/h in einer Höhe von 4000 m, als Sieger und Zweitplatzierter wurden jedoch die Nieuport-Delage 42 und Gourdou-Leseurre 32 ermittelt. Beide Werke erhielten jeweils einen Auftrag zum Bau von 25 Maschinen. Überraschenderweise sollte trotzdem auch die elftplatzierte Wibault-Maschine nach einem im Januar 1927 erteilten Auftrag in der gleichen Stückzahl gebaut werden. Bis dahin war bereits ein dritter Prototyp entstanden, dem die 25 Vorserienmaschinen folgten. Letztere unterschieden sich vom zweiten und dritten Prototyp durch den Wegfall der Tragflächen-MGs. Der Zulauf zu den zwei escadrilles de chasse des 32e Régiment des Aviation Mixte begann 1928.

## Varianten
Bereits im November 1927 war eine mit einem Bristol Jupiter VI (455 PS) ausgerüstete Wib 7 nach England geliefert worden, wo sie als Prototyp für die Vickers Type 121 dienen sollte. Eine Flugzeugzelle, die man 1926 zu Vergleichszwecken mit einem 400-PS-Hispano-Suiza-12Jb-12-Zylinder-V-Motor ausgestattet hatte, erhielt anfangs die Bezeichnung Wibault 71, die dann noch vor der Fertigstellung in Wibault 9 geändert wurde.
Mit einem Folgeauftrag der Aviation Militaire über 60 Wibault 72 wurde das 32e Régiment, ab 1. Oktober 1932 in 7e Escadre de Chasse umbenannt, ausgerüstet. Die Wib 72 unterschied sich lediglich durch eine verstärkte Tragflächenstruktur von der Wib 7. In Polen stellte P.Z.L. 30 Maschinen in Lizenz her, davon 26 als Wib 72 und 4 als Wib 73. Die Wib 73 hatte als Triebwerk einen 450 PS leistenden Lorraine-Dietrich-12EB 12-Zylinder-W-Motor. Im Jahr 1929 wurden sieben Wib 73 an die Luftwaffe von Paraguay geliefert. Im April 1929 war eine Wib 7 probeweise auf dem Flugzeugträger Béarn eingesetzt, wonach die Aviation Maritime einen Auftrag über 18 Wibault 74 erteilte. Diese Version erhielt einen Fanghaken und die Tragfläche wurde zum Ausgleich der Schwerpunktsverlagerung etwas nach hinten versetzt. Die Wib 74 wurde im März 1932 an die Escadrille 7C1 geliefert, die diese bis 1938 im Einsatz behielt.

## Technische Daten

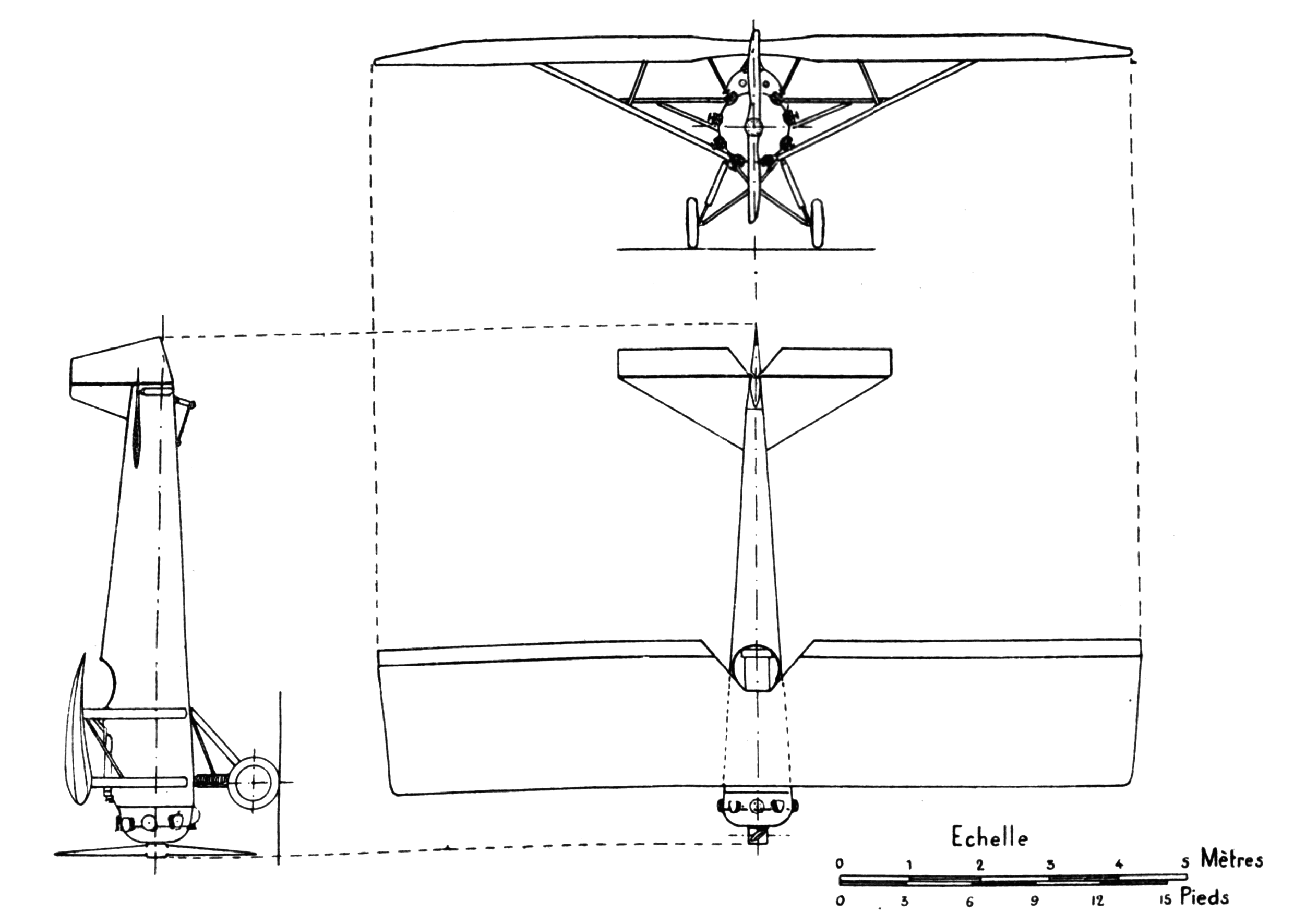
Dreiseitenansicht der Wibault 7C.1

| Kenngröße             | Wib 7C.1                                                            |
| --------------------- | ------------------------------------------------------------------- |
| Besatzung             | 1                                                                   |
| Länge                 | 7,45 m                                                              |
| Spannweite            | 11,00 m                                                             |
| Höhe                  | 2,90 m                                                              |
| Flügelfläche          | 22,00 m²                                                            |
| Leermasse             | 827 kg                                                              |
| max. Startmasse       | 1444 kg                                                             |
| Höchstgeschwindigkeit | 227 km/h in 5000 m                                                  |
| Steigleistung         | 15,3 min auf 5000 m                                                 |
| Dienstgipfelhöhe      | 8500 m                                                              |
| Triebwerke            | 1 × Gnôme-Rhône 9Ad Jupiter-Sternmotor mit 480 PS (353 kW) Leistung |